# 小林七郎
小林 七郎（こばやし しちろう、1932年8月30日 - 2022年8月25日）は、北海道常呂郡置戸村（現・置戸町）出身の日本のアニメーション美術監督。小林プロダクション元代表取締役。神戸芸術工科大学客員教授。

## 経歴
武蔵野美術大学卒業後、小学校の美術教師を経て1964年に東映動画入社、1967年に現代製作集団に移籍。1968年に小林プロダクションを設立。『ど根性ガエル』、『ガンバの冒険』、 『元祖天才バカボン』、『あしたのジョー2』、『侍ジャイアンツ』、『ルパン三世 カリオストロの城』、『魔法の天使クリィミーマミ』、『うる星やつら2 ビューティフル・ドリーマー』、『天使のたまご』、『お伽草子』などの作品で美術監督を歴任した。また、指導者として男鹿和雄、小倉宏昌、石垣努、水谷利春、大野広司、秋山健太郎、木村真二などの美術監督を育て上げた。また、宮崎駿率いるスタジオジブリの作品に多く参加した。1986年、日本アニメ大賞美術部門最優秀賞、2009年に東京国際アニメフェア功労賞、2011年には長年の功績を称えられ、文化庁映画功労賞を受賞した。手描きの背景制作に拘っていた小林プロダクションは年々人員を削減し、2011年2月28日に解散。世に出した作品は数知れず、アニメーション業界において不動の地位を確立。画家としても創作活動を行っていた。
2022年8月25日、うっ血性心不全により死去した。89歳没。

## 参加作品
- レインボー戦隊ロビン（1966年、背景）
- 少年ジャックと魔法使い（1967年、背景）
- サイボーグ009怪獣戦争（1967年、背景）
- 魔法使いサリー（1967年、背景）
- アンデルセン物語（1968年、背景）
- 巨人の星（1968年、背景）
- 六法やぶれクン（1969年、美術監督）
- ムーミン（1969年、背景）
- 昆虫物語 みなしごハッチ（1970年、背景）
- 赤き血のイレブン（1970年、美術監督、背景）
- アニメンタリー 決断（1971年、美術監督、背景）
- 新オバケのQ太郎（1971年、美術監督）
- 樫の木モック（1972年、美術監督、背景）
- ど根性ガエル（1972年、美術監督）
- パンダコパンダ 雨ふりサーカスの巻（1973年、美術監督）
- 侍ジャイアンツ（1973年、美術）
- はじめ人間ギャートルズ（1974年、美術監督）
- ガンバの冒険（1975年、美術監督）
- 元祖天才バカボン（1975年、美術監督）
- 花の係長（1976年、美術監督）
- 新巨人の星（1977年、美術監督）
- 家なき子（1978年、美術監督）
- 宝島（1978年、美術監督）
- 新・エースをねらえ!（1978年、美術監督[5]）
- エースをねらえ!（1979年、美術監督）
- ルパン三世 カリオストロの城（1979年、美術）
- 火の鳥2772 愛のコスモゾーン（1980年、背景[6]）
- あしたのジョー2（1981年）
- 最強ロボ ダイオージャ（1981年）
- SPACE ADVENTURE コブラ（1982年、美術監督[7]）
- ゴルゴ13（劇場版、1983年）
- タイムスリップ10000年 プライム・ローズ（1983年）[8]
- 魔法の天使クリィミーマミ（1983年）
- 子鹿物語（1983年）
- うる星やつら2 ビューティフル・ドリーマー（1984年、美術監督、美術設定）
- 冒険者たち ガンバと7匹のなかま（1984年）
- チックンタックン（1984年）
- 街角のメルヘン（1984年、美術監督）
- うる星やつら3 リメンバー・マイ・ラブ（1985年、美術）
- タッチ（1985年）
- 天使のたまご（1985年、美術監督、レイアウト監修）
- ハイスクール!奇面組（1985年）
- トワイライトQ 時の結び目 REFLECTION（1987年、美術監督）
- きまぐれオレンジ☆ロード（1987年）
- TO-Y（1987年、美術監督）
- ルパン三世 風魔一族の陰謀（1987年、美術監督）
- おそ松くん（1988年）
- キテレツ大百科（1988年、美術監督）
- 1ポンドの福音（1988年、美術監督）
- ヴイナス戦記（1989年）
- がきデカ（1989年）
- 華星夜曲（1989年、美術監督）
- ミラクルジャイアンツ童夢くん（1989年、美術監督）
- ミノタウロスの皿（1990年、美術監督）
- うしろの正面だあれ（1991年、美術監督）
- ここはグリーン・ウッド（1991年、美術監督）
- 創竜伝（1991年、美術監督）
- うらしま太郎/アニメ・アート・ビデオ・コレクション童話（1991年、監督・キャラクターデザイン・美術）
- 姫ちゃんのリボン（1992年、美術監督）
- ファンタジーアドベンチャー 長靴をはいた猫の冒険（1992年、美術監督）
- ぞう列車がやってきた（1992年、美術監督）
- ねこひきのオルオラネ（1992年、美術監督・画面構成）
- 超時空世紀オーガス02（1993年、美術監督）
- 赤ずきんチャチャ（1994年、美術監督）
- ナースエンジェルりりかSOS（1995年、美術監督）
- 怪盗セイント・テール（1995年、美術監督）
- 少女革命ウテナ（1997年、美術監督）
- 剣風伝奇ベルセルク（1997年、美術監督）
- 魔術士オーフェン（1998年、美術監督）
- ああっ女神さまっ 小っちゃいって事は便利だねっ（1998年、美術監督）
- 南海奇皇（1998年、美術監督）
- LEGEND OF BASARA（1998年、美術監督）
- 魔術士オーフェンRevenge（1999年、美術監督）
- 下級生（1999年、美術監督）
- To Heart（1999年、美術監督）
- ピカチュウたんけんたい（1999年、美術監督）
- だぁ!だぁ!だぁ!（2000年、美術監督）
- ぼくたちピチューブラザーズ・風船騒動の巻（2000年、美術監督）
- こみっくパーティー（2001年、美術監督）
- フィギュア17 つばさ&ヒカル（2001年、美術監督）
- ピカチュウのドキドキかくれんぼ（2001年、美術監督）
- ちっちゃな雪使いシュガー（2001年、美術監督）
- ピカピカ星空キャンプ（2002年、美術監督）
- アテルイ（2002年、美術監督）
- 夢かける高原 清里の父 ポール・ラッシュ（2002年、美術監督）
- ヨコハマ買い出し紀行 -Quiet Country Cafe-（2002年、美術監督）
- まぶらほ（2003年、美術監督）
- もも子、かえるの歌がきこえるよ。（2003年、美術監督）
- おどるポケモンひみつ基地（2003年、美術監督）
- 風人物語（2004年、美術監督）
- 新暗行御史（2004年、美術監督）
- お伽草子（2004年、美術監督）
- 忘却の旋律（2004年、美術監督）
- レジェンズ 甦る竜王伝説（2004年、美術監督）
- 強殖装甲ガイバー（2005年、美術監督）
- プレイボール（2005年、美術監督）
- LOVELESS（2005年、美術監修）
- ガラスのうさぎ（2005年、美術監督）
- プレイボール 2nd（2006年、美術監督）
- BLOOD+（2006年、第3期OP背景）
- RAY THE ANIMATION（2006年、美術監督）
- シムーン（2006年、美術監督）
- ウィンターガーデン前編（2006年、美術監督）
- あさっての方向。（2006年、美術監督）
- のだめカンタービレ（2007年、美術監督）
- ぽてまよ（2007年、美術監督）
- 東京マーブルチョコレート（2007年、美術監督）
- キミキス pure rouge（2007年、美術監督）
- 隠の王（2008年、美術監督）
- デトロイト・メタル・シティ（2008年、美術監督）
- のだめカンタービレ 巴里編（2008年、美術監督）
- 大正野球娘。（2009年、美術監督）
- うみものがたり 〜あなたがいてくれたコト〜（2009年、美術監督）
- 青い花（2009年、美術監督）
- のだめカンタービレ フィナーレ（2010年、美術監督）
- 会長はメイド様!（2010年、美術監督）
- 探偵オペラ ミルキィホームズ（2010年、美術監督）

## 著書
- 『アニメーション美術 ー背景の基礎から応用までー』創芸社（1986年）
- 『小林七郎画集 空気を描く美術』徳間書店（2002年）
- 『アニメ美術から学ぶ《絵の心》』玄光社（2019年）

## 受賞
- 第3回日本アニメ大賞美術部門最優秀賞（1986年）
- 第8回東京国際アニメフェア功労賞（2009年）
- 第9回文化庁映画功労賞（2011年）